# Botones gustativos

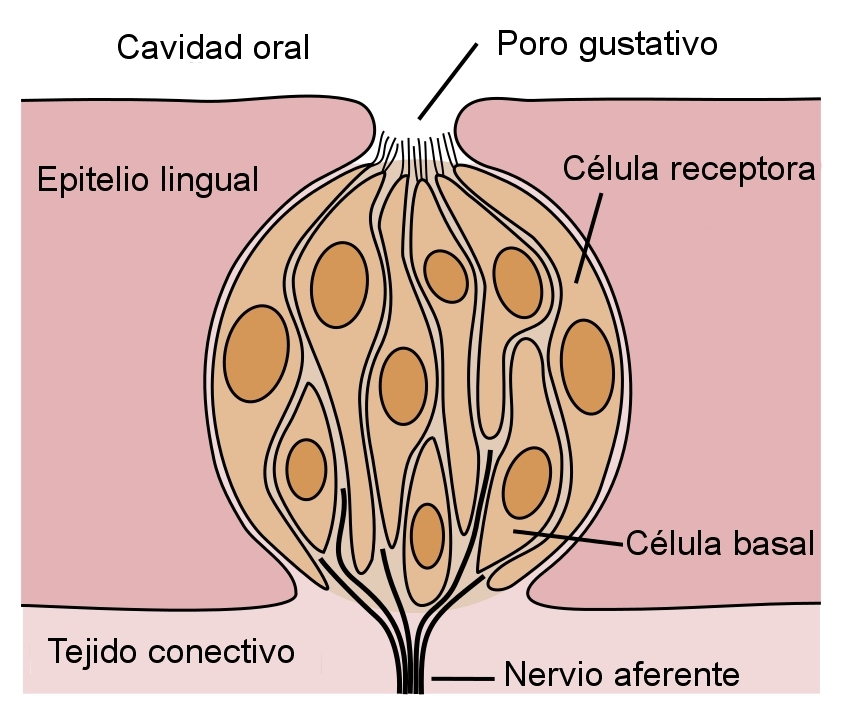
Botón gustativo dentro del epitelio de una papila de la lengua.

Los botones gustativos o corpúsculos gustativos son estructuras ovaladas de aproximadamente 0.03 milímetros (mm) de diámetro, formados por un grupo de células con un orificio en la superficie de la lengua llamado poro gustativo. Los botones contienen 50-100 células sensoriales especializadas, que permiten discriminar el sentido del gusto. 

Cada botón gustativo responde a uno de los cinco estímulos primarios del sabor (dulce, salado, amargo, ácido y umami).

## Tipos celulares en el botón gustativo
Los tres tipos reconocidos de células dentro de las papilas gustativas muestran morfología, transcriptomas y funciones celulares muy distintas.

- Tipo I (de tipo glial) envuelven otras células de las papilas gustativas con procesos laminares
- Tipo II (receptoras) expresan receptores de gusto acoplados a proteína G selectivos para sabores
- Tipo III (presinápticas) poseen sinapsis químicas especializadas y vesículas sinápticas.

Los tres tipos de células alargadas tienen procesos apicales que pueden extenderse hasta el poro gustativo de la papila. 
Los diferentes tipos se pueden distinguir con microscopía electrónica, mediante su forma celular, sus orgánulos, su morfología nuclear y sus procesos apicales.

### CélulaTipo I
Las células tipo I envuelven otras células de las papilas gustativas, mediante procesos laminares. En los mamíferos, las de tipo I constituyen la mitad de todas las células. Estas células se denominan "de tipo glial" por sus características morfológicas y moleculares. 
Las células tipo I muestran un núcleo alargado, irregular y dentado, un aparato de Golgi prominente y procesos laminares replegados que envuelven las fibras nerviosas y otras células.

### CélulaTipo II
Las células de tipo II detectan sabores dulces, amargos y umami a través de receptores acoplados a proteína G. Estas células son conocidas como células receptoras. Son relativamente más comunes que las de tipo I.
 Las células de tipo II poseen un núcleo grande, redondo u ovalado, una única microvellosidad apical que se extiende a través del poro gustativo.

Poseen mitocondrias atípicas en los puntos de contacto con las fibras nerviosas eferentes.

### CélulaTipo III
Las células de tipo III responden a sabores ácidos y secretan varios transmisores. Estas células son relativamente menos comunes. Son también conocidas como “células sinápticas”. 
Las de tipo III son células alargadas con un núcleo dentado, poseen una única microvellosidad apical, que se extiende a través del poro. Se caracterizan por una pequeña acumulación de vesículas sinápticas en los puntos de contacto con las fibras nerviosas.

## Mecanismo de percepción
La membrana de la célula gustativa está cargada negativamente en el interior con respecto al exterior. Una sustancia con sabor hace que se pierda  potencial negativo despolarizando la célula. El primer estímulo gustativo hace que las fibras nerviosas alcancen una velocidad de descarga máxima, pero después regresa a un nivel bajo y estacionario. El nervio gustativo transmite una señal inmediata potente y una señal continua más débil durante el tiempo en el que dure el estímulo.

## Circuito neuronal
En este circuito neuronal los impulsos gustativos de 2/3 de la  lengua pasan al Nervio facial (séptimo nervio) por la cuerda del tímpano al nervio facial y luego al tracto solitario. Los estímulos de las papilas filiformes se transmiten por el nervio glosofaríngeo hasta el tracto solitario. Desde el tálamo se extienden neuronas hasta el extremo inferior de la circunvolución poscentral de la corteza parietal.
La variación del potencial de la célula gustativa es el potencial receptor para el gusto. Un botón tiene aproximadamente 0.03 milímetros (mm) de diámetro y está formado por un grupo de células que rodean una pequeña cavidad con un orificio en la superficie de la lengua llamado poro gustativo.
Cada célula presenta una serie de microcilios que se proyectan hacia una cavidad, y son sensibles a las sustancias que ingresan a la lengua y nasofaringe.
Las papilas gustativas presentan un número variado de botones gustativos. Las filiformes y fungiformes poseen un solo botón por papila, mientras que las caliciformes tiene un número mayor por papila.

## Recambio de botones gustativos
En los mamíferos las papilas gustativas se renuevan continuamente. Son repuestas mediante el nacimiento de células en la capa basal. Las nuevas células provienen del epitelio no sensorial que las rodea.

Se ha estimado que la vida media de las células de las papilas en los mamíferos es de 8 a 12 días en promedio.

Las células Tipo I sobreviven 7 días.

Las células de tipo II tienen una vida media de 8 días.

Las células de tipo III tienen una vida media de 22 días.